# Savignac-de-Miremont
Savignac-de-Miremont é uma comuna francesa na região administrativa da Nova Aquitânia, no departamento Dordonha. Estende-se por uma área de 7,64 km². Em 2010 a comuna tinha 183 habitantes (densidade: 24 hab./km²).